# Sylvia Corstanje
Sylvia Josephina Corstanje (geboren 24. August 1916 in Rotterdam; gestorben nach 1999) war eine niederländische Malerin.

## Leben
Sylvia Josephina Corstanje wurde am 24. August 1916 in Rotterdam geboren. Sie war die Tochter von Pieter Marinus Corstanje und Philomena Silvie Coleta Lerooij. Ausgebildet wurde sie an der Koninklijke Academie van Beeldende Kunsten in Den Haag und war Schülerin von Willy Fleur, Jef van Jole und Willem van der Ven. Sie wurde als Malerin von Stillleben bekannt und war Mitglied der Schilderessenvereniging ODIS. Von 1969 bis 1999 lebte sie in Den Haag und war zuletzt 1999 in Den Haag gemeldet, danach ist nichts mehr von ihr bekannt.